# Simulium atratum
Simulium atratum är en tvåvingeart som beskrevs av Meijere 1913. Simulium atratum ingår i släktet Simulium och familjen knott. Inga underarter finns listade i Catalogue of Life.